# Erwin Stresemann
Erwin Stresemann est un ornithologue et un historien des sciences allemand, né le 22 novembre 1889 et mort le 20 novembre 1972.

## Biographie
En 1921, il prend la direction du département ornithologique du musée d'histoire naturelle de Berlin et encourage de nombreux jeunes dans l’étude des sciences naturelles comme Ernst Mayr (1904-2005) et Bernhard Rensch (1900-1990). Il dirige durant longtemps la revue Journal für Ornithologie. Sa principale contribution est le volume consacré aux oiseaux (1927 à 1934) dans le manuel de zoologie allemand.
Il base sa classification sur celle de Max Fürbringer (1846-1920) et de Hans Friedrich Gadow (1855-1928) mais à la place des 20 ordres reconnus par Gadow, il en reconnaître 48, chiffre qu’il porte à 51 en 1959.
Le corbin de Stresemann (Zavattariornis stresemanni) lui a été dédié par Edgardo Moltoni (1896-1980) en 1938.
La société des ornithologues allemand, la Deutsche Ornithologen-Gesellschaft, attribue un prix en son honneur, le prix Erwin-Stresemann.
L'IPNI lui attribue une abréviation en botanique, sans plus de précision.